# Sideroxylon acunae
Sideroxylon acunae là một loài thực vật thuộc họ Sapotaceae. Đây là loài đặc hữu của Cuba.